# Berto Lardera

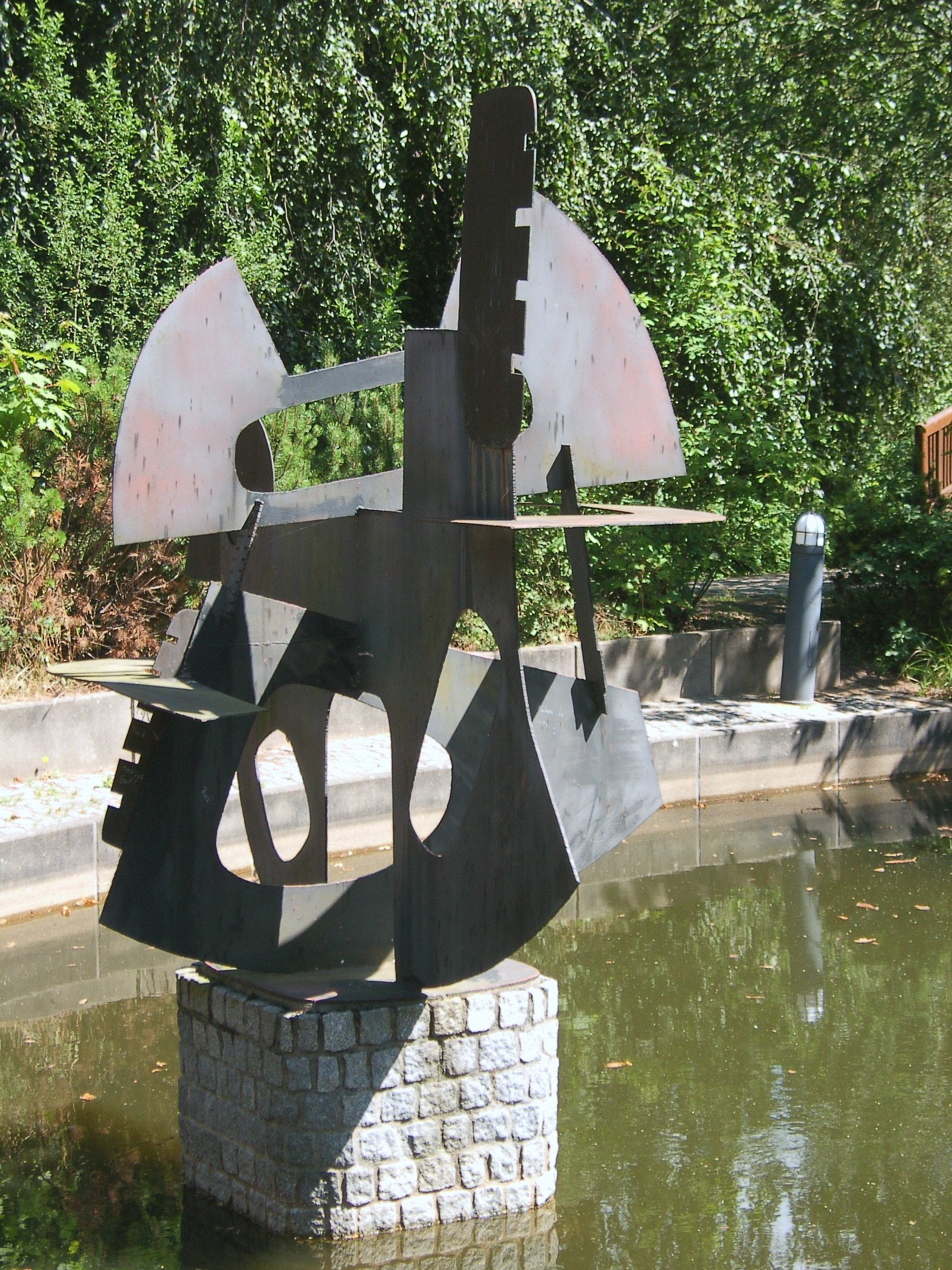
Berto Larderas Skulptur „Zwischen den Welten“ in Hamburg – Harburg, Technische Hochschule (1959)

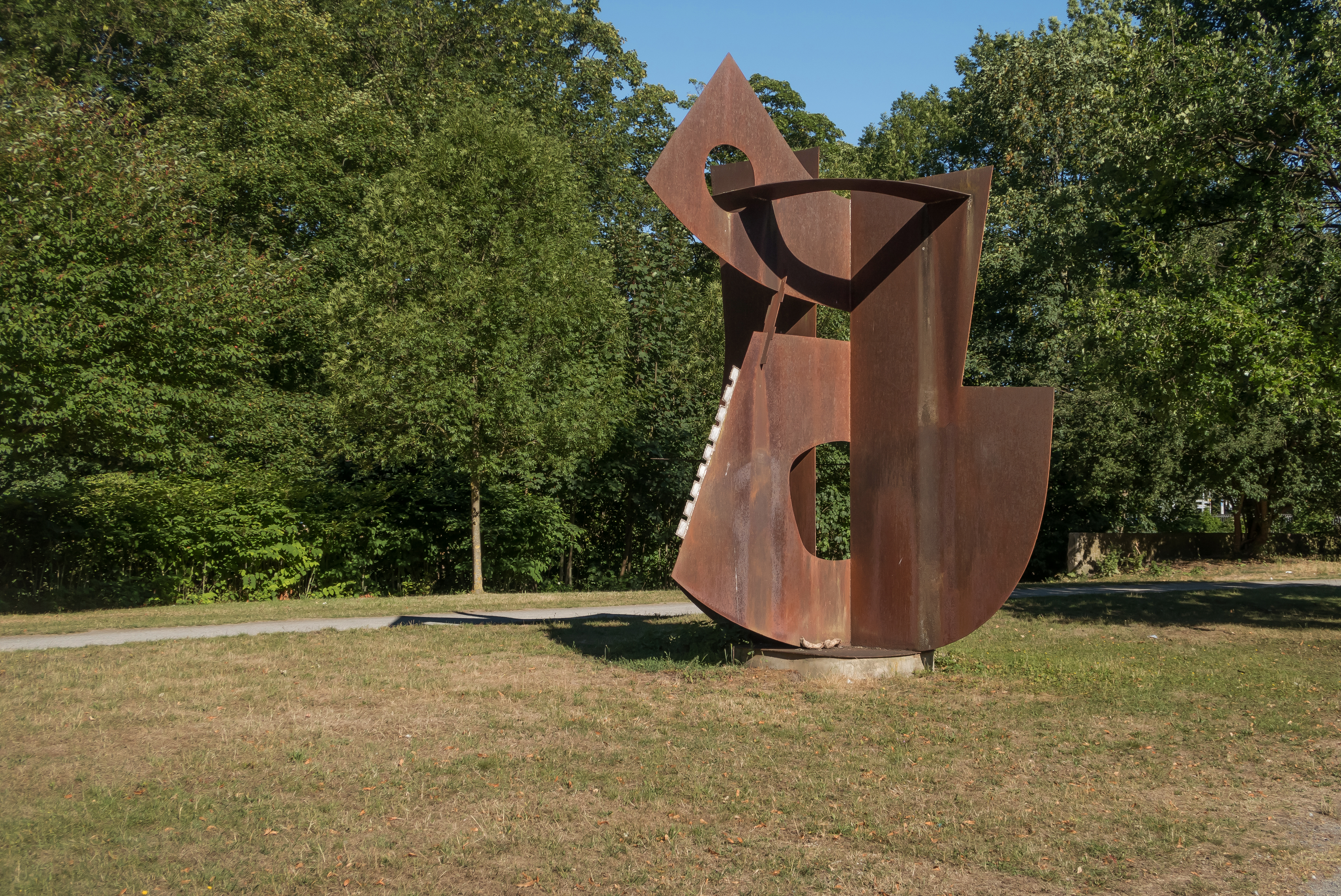
Ile de France in Hannover

 Berto Lardera  - eigentlich: Roberto Lardera (* 18. Dezember 1911 in La Spezia, Italien; † 1989 in Paris, Frankreich) war ein italienisch-französischer Bildhauer.

## Biografie
Lardera wurde 1911 in La Spezia in Italien als Sohn eines Werftarbeiters geboren. Er absolvierte die klassischen Studien an der Universität in Florenz. Die Kunst der Plastik und Bildhauerei brachte er sich selbst als Autodidakt bei.
Larderas Plastiken sind im Wesentlichen Metallskulpturen, die insbesondere Ende der 1950er, Anfang der 1960er Jahre sehr monumental waren. In den Skulpturen verarbeitete Lardera die Impressionen aus seiner Kindheit, in der er von den Eindrücken der Arbeiten auf den Schiffswerften geprägt war.
1942 hatte Lardera seine erste Einzelausstellung in Mailand. 1947 zog Lardera nach Paris, wo er bis zu seinem Tod im Jahr 1989 lebte und arbeitete. Im Jahr 1965 nahm er die französische Staatsbürgerschaft an. In Paris begann er mit Ausstellungen in der „Galerie Denise René“, später im „Salon de Mai“ und im Salon des Réalités Nouvelles. 1948, 1950 und 1952 war Lardera Teilnehmer der Biennale von Venedig und vertrat dort Italien. Er war Teilnehmer der documenta 1, der documenta II und der documenta III in den Jahren 1955, 1959 und 1964 in Kassel.
Larderas Plastiken und Skulpturen in Europa, Amerika und Japan zeigen in verschiedenen Dimensionen den Einsatz einer breiten Palette diverser Metalle. Anfangs eher flach und zweidimensional, wurden seine Arbeiten später vielfältiger, mehrdimensional und variantenreicher.
Lardera war von 1958 bis 1961 Gastprofessor an der Hochschule für bildende Künste Hamburg.

Foto von Paolo Monti, 1964
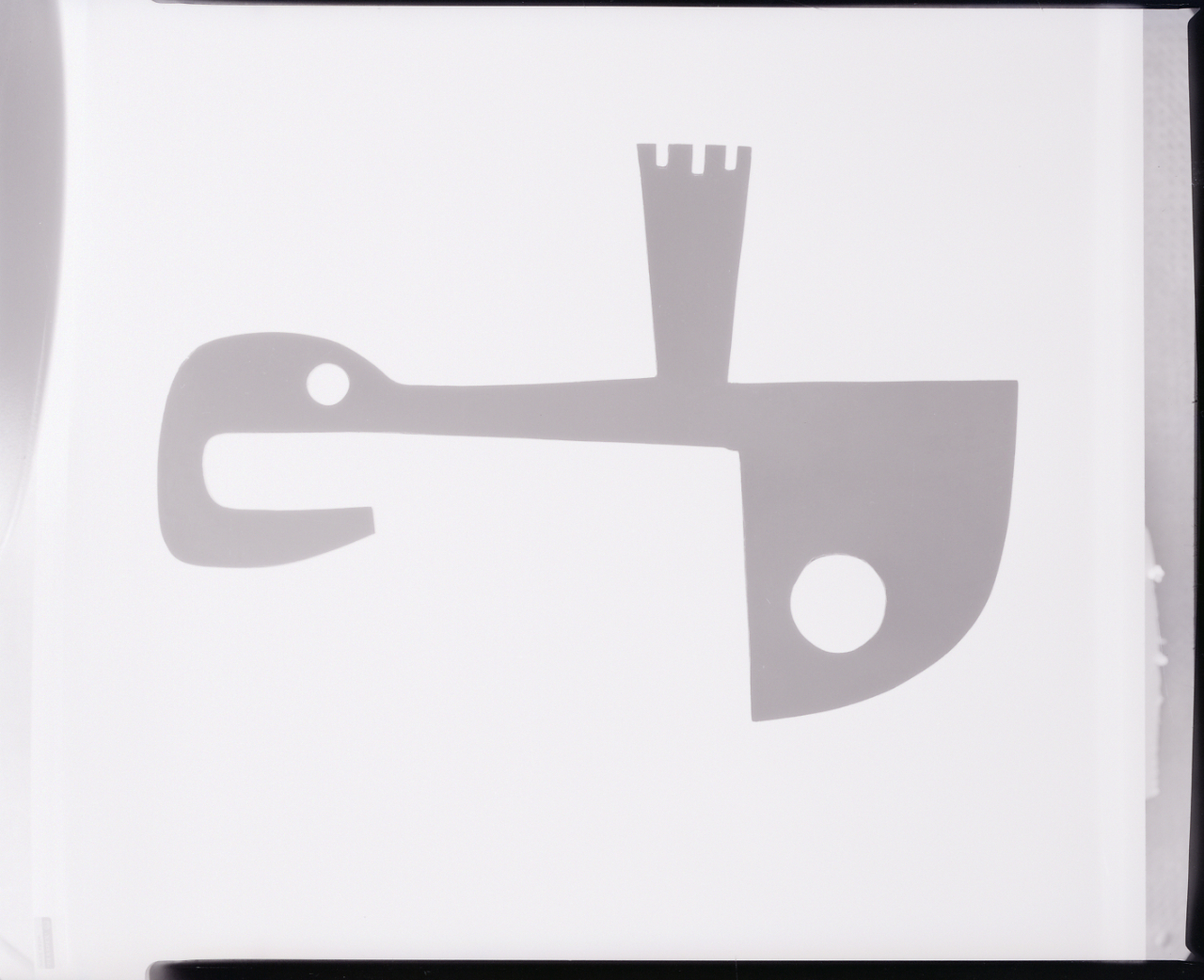
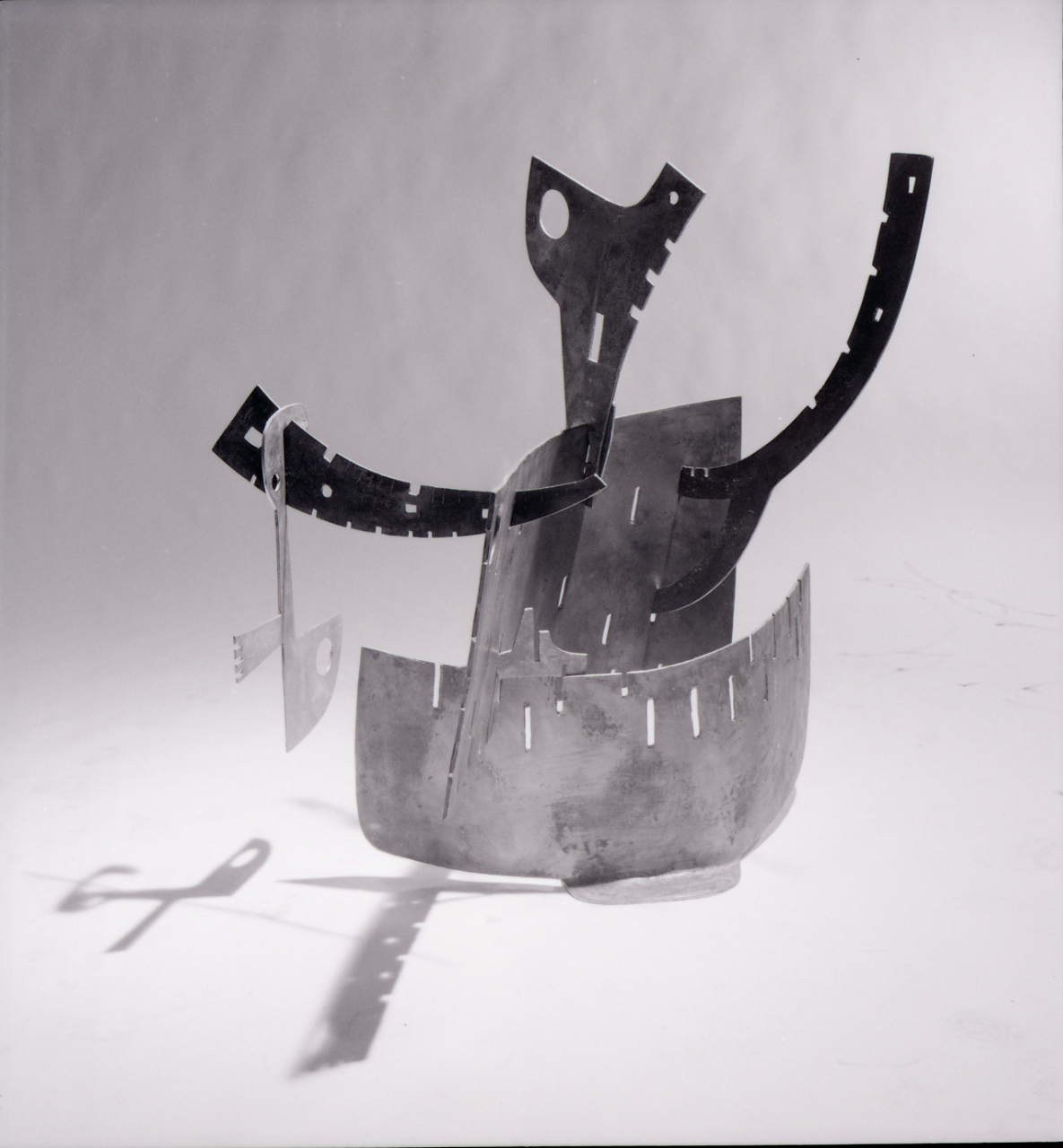

## Werke
- Morgendämmerung Nr.1 von 1957 in Berlin-Hansaviertel, Altonaer Str. 15
- Occasion Dramatique von 1960, aufgestellt 1989 in Bremen auf dem Präsident-Kennedy-Platz.
- Dramatische Gelegenheit VIII von 1964 in Duisburg vor dem Wilhelm Lehmbruck Museum, Düsseldorfer Straße.
- Heroischer Rhythmus IX von 1969 in Freiburg im Breisgau auf dem Platz der weißen Rose.
- Zwischen den Welten II von 1959 in Hamburg-Harburg im Teich auf dem Campus der TU Hamburg-Harburg.
- Skulptur im Brückenkopfpark in Jülich
- Epoca eroica (Skulptur in drei Dimensionen II) von 1949/50 in Krefeld, Museum Haus Lange.